# Vojislav Lukić
Vojislav (Vojo) Lukić, slovenski novinar in publicist, * 1951, Orahovica.

## Odlikovanja in nagrade
Leta 1996 je prejel častni znak svobode Republike Slovenije z naslednjo utemeljitvijo: »za zasluge in delo na področju časnikarstva, posebej za prispevek k predstavljanju pomembnih dosežkov slovenske medicine, kot tudi za drugo publicistično delo, pomembno za predstavitev Slovenije v svetu«.